# Polytrichadelphus subflexuosus
Polytrichadelphus subflexuosus là một loài rêu trong họ Polytrichaceae. Loài này được (Lorentz) A. Jaeger mô tả khoa học đầu tiên năm 1875.